# Ercé-en-Lamée
Ercé-en-Lamée (tiếng Breton: Herzieg-Mez) là một xã của tỉnh Ille-et-Vilaine, thuộc vùng Bretagne, miền tây bắc nước Pháp.

## Dân số
Người dân ở Ercé-en-Lamée được gọi là Ercéens.
| Năm | 1962 | 1968 | 1975 | 1982 | 1990 | 1999 |
| --- | ---- | ---- | ---- | ---- | ---- | ---- |
| Dân số | 1416 | 1542 | 1356 | 1253 | 1145 | 1156 |
| From the year 1962 on: No double counting—residents of multiple communes (e.g. students and military personnel) are counted only once. |      |      |      |      |      |      |